# 小規模採掘と地域社会に関するイニシアティブ
小規模採掘と地域社会に関するイニシアティブ（英: Collaborative group on Artisanal and Small-Scale Mining）、略称CASMとは、世界規模のネットワークと連携の枠組みであり、「途上国における手作業による小規模鉱業の置かれている環境・社会・経済状況を改善することによって、貧困削減を進める」ことをミッションとしていた。CASMは2001年に生まれ、イギリスの国際開発省に後援され、ワシントンD.C.の世界銀行本部に置かれていた。
CASMは支援に必要な資金を複数の資金提供者から受けていた。その中心となるのはイギリスと世界銀行からのもので、日本もそれを補足し、さらにはカナダ、フランス、アメリカなど数カ国の政府、さらにティファニー財団をはじめとするなどの複数の企業・業界団体・慈善基金などもCASMの活動計画に資金を提供していた。それらによってCASMは、小規模採掘（ASM） 部門の改善のために様々な活動を行った。
2008年、CASMは鉱物認証制度に関する報告書を出した。この報告書では、手作業による小規模な採鉱業を営んでいる地域社会に対して、原産地証明とエシカル品質証明を用い、持続可能な成長を支援する手法を論じている。